# Gold Rush!
Gold Rush! est un jeu vidéo d’aventure conçu par Rick Banks et Michael Bate et publié par Sierra On-Line en 1988 sur Amiga, Atari ST, Apple II, IBM PC et Macintosh. Il est l’un des derniers jeux Sierra basé sur le moteur de jeu Adventure Game Interpreter.

## Trame
Gold Rush! se déroule en 1848, juste avant la ruée vers l'or en Californie. Le joueur y incarne un journaliste de Brooklyn qui doit se rendre à Sacremento afin d’y retrouver son frère.
Pour arriver au bout de son périple, le joueur peut pour cela emprunter plusieurs routes différentes qui convergent à son arrivée en Californie. Une fois sur place, il doit chercher de l’or, éviter des bandits et localiser son frère.

## Accueil
À sa sortie, le jeu est plutôt bien reçu par les critiques. Dragon Magazine lui attribue ainsi une note de 4,5 sur 5. Le magazine Computer Gaming World salue son mélange entre simulation historique et le gameplay classique des jeux d’aventure Sierra. Enfin, le magazine Compute! le juge « amusant » mais note que sa simplicité peut décevoir les vétérans du genre. Dans une critique rétrospective, Adventure Gamers lui donne la note de 4/5